# الضلعة (المغربة)

تعديل مصدري - تعديل

الضلعة هي إحدى قرى عزلة نيسا بمديرية المغربة التابعة لمحافظة حجة، بلغ تعداد سكانها 1485 نسمة حسب تعداد اليمن لعام 2004.